# Stefanie Klatt
Stefanie Klatt (nacida Stefanie Hüttermann; Oberhausen, 10 de junio de 1985) es una jugadora de voleibol y voleibol de playa alemana, además de científica deportiva y profesora universitaria.

## Carrera deportiva

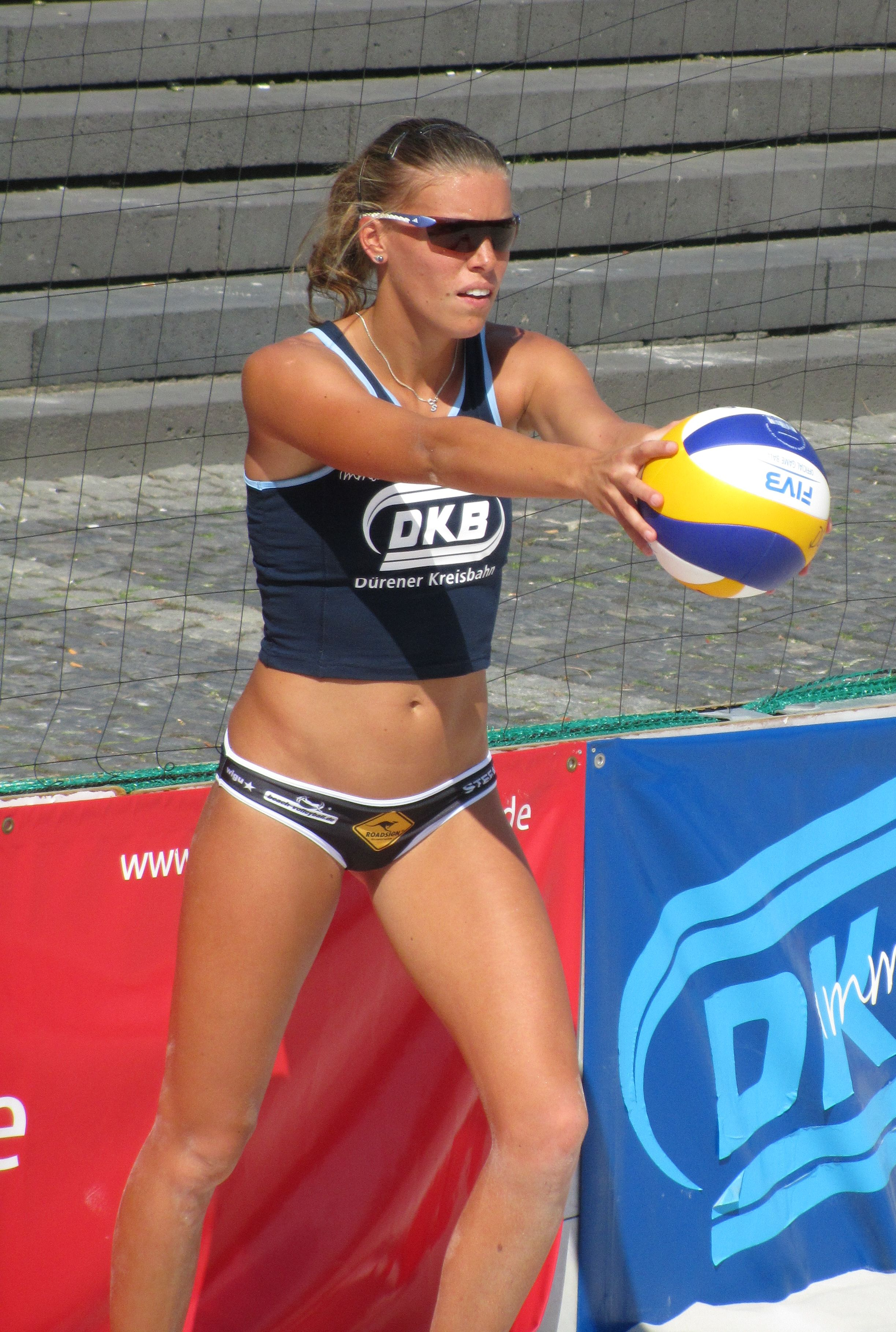
Klatt en Düren en 2011.

Comenzó su carrera de voleibol en 1993 en 1. VC Essen-Borbeck. Desde allí se trasladó al equipo de segunda división Alemannia Aachen en 2006. Después del ascenso a la Bundesliga en 2008, terminó su carrera en voleibol bajo techo.
En 1999 disputó su primer torneo de playa. Su primera pareja fue Mareike Müller. A partir de 2002 jugó con Joanna Domagala y en 2004 terminó cuarta en el Campeonato Alemán A-Youth. Con su nueva pareja, Julia Krumbeck, terminó séptima en el Campeonato Alemán en Timmendorfer Strand en 2006. De 2007 a 2008 formó dúo con Ruth Flemig, su compañera de equipo en Alemannia Aachen. Ganó el título en el Campeonato Europeo de Estudiantes y quedó tercera en el Campeonato Alemán. De 2009 a 2011, Klatt jugó con Anni Schumacher, con quien alcanzó los octavos de final en el Campeonato Europeo de Vóley Playa de 2010 en Berlín, donde fue eliminada contra las eventuales campeonas europeas Sara Goller y Laura Ludwig. Katharina Schillerwein fue su pareja desde finales de 2011 hasta principios de 2013. Debido a la lesión de Schillerwein, Klatt jugó con Kim Behrens en ocasiones en 2012. En 2013/2014 tocó con Anne Matthes y en 2015/2016 con Lena Ottens. De 2017 a 2020, Anna Hoja fue pareja de Klatt, con quien participó en cuatro ocasiones en los campeonatos alemanes. Klatt tiene así un total de doce participaciones de DM.

## Investigación
Klatt vive en Colonia y trabaja en la Escuela Superior de Deportes de Alemania, donde también realizó su doctorado en psicología del deporte en 2014. Ha sido profesora júnior de investigación de atención en juegos deportivos en el Instituto de Investigación Cognitiva y de Juegos Deportivos desde 2016.
Recibió cinco premios por su trabajo científico y disertación:
- Premio de Ciencias DOSB.[1]
- Premio de Promoción Reinhard Daugs de la Sección de Habilidades Motoras Deportivas DVS.
- Premio de publicación DVS para jóvenes científicos del deporte.
- Premio de investigación Karl Hofmann.
- Mejor disertación en la categoría de humanidades y ciencias sociales en la Universidad Alemana del Deporte de Colonia.[2]

## Vida privada
Después de su matrimonio el 2 de agosto de 2019, el 1 de septiembre cambió su apellido de Hüttermann a Klatt.